# O.G.C.
O.G.C. (Originoo Gunn Clappaz) es un grupo de hip hop formado por Starang Wondah (Gunn Clappa One), Louieville Sluggah (Gunn Clappa Two) y Top Dog (Gunn Clappa Three). El grupo es más conocido por formar parte de Boot Camp Clik junto con Black Moon, Smif-N-Wessun y Heltah Skeltah. Debutaron en el álbum de Smif-N-Wess' Dah Shinin, en 1995, apareciendo en las canciones "Sound Bwoy Bureill" y "Cession At Da Doghillee". En el 95 también, formaron con Heltah Skeltah el grupo Fab 5, y grabaron el éxito "Leflaur Leflah Eshkoshka" con "Blah" en la cara B del sencillo. En octubre de 1996 grabaron su primer álbum, Da Storm, vendiendo 200 000 copias en Estados Unidos. Dos videos fueron grabados del álbum, "No Fear" y un doble vídeo de "Hurricane Starang" y "Danjer" titulado "Hurricane Danjer". Los tres miembros del grupo aparecieron en el álbum de Boot Camp Clik en 1997, y en 1999 editaron su segundo álbum, The M-Pire Shrikez Back. En la actualidad el grupo está dividido, pero todavía trabajan con Boot Camp y están presentes en el álbum que el supergrupo de Brooklyn ha lanzado en 2006, The Last Stand.

## Discografía

### Álbumes
| Año  | Álbum                   | Posiciones en lista | Posiciones en lista    | Posiciones en lista |
| Año  | Álbum                   | Billboard 200       | Top R&B/Hip Hop Albums |                     |
| 1996 | Da Storm                | #47                 | #10                    |                     |
| 1999 | The M-Pire Shrikez Back | #170                | #38                    |                     |

### Sencillos
| Año  | Canción             | Posiciones en lista | Posiciones en lista              | Posiciones en lista | Álbum                   |
| Año  | Canción             | Billboard Hot 100   | Hot R&B/Hip-Hop Singles & Tracks | Hot Rap Tracks      | Álbum                   |
| 1996 | No Fear             | -                   | #63                              | #13                 | Da Storm                |
| 1999 | Bounce To The Ounce | -                   | #94                              | -                   | The M-Pire Shrikez Back |